# Herb Karlshagen
Herb Karlshagen – herb gminy Karlshagen stanowi hiszpańską tarczę herbową, której dwa pola przedzielone są pofalowaną linią, w pierwszym niebieskim polu w lewą stronę lecąca mewa ze złotym dziobem, w drugim srebrnym polu niebieska sieć rybacka.
Herb został zaprojektowany przez Rolanda Bornscheina z Wismaru i zatwierdzony 2 lutego 1999 przez Ministerstwo Spraw Wewnętrznych (Bundesministerium des Innern, für Bau und Heimat).

## Objaśnienie herbu
Pofalowana linia oraz mewa symbolizują położenie tej miejscowości wypoczynkowej nad Morzem Bałtyckim. Sieć rybacka z jednej strony odnosi się do pochodzenia miejscowości, do założonej tutaj kolonii rybackiej, z drugiej zaś strony symbolizuje rybołówstwo, niegdyś główne źródło dochodów mieszkańców. Tynktura herbu odnosi się do przynależności gminy do Pomorza Przedniego. 